# Scott King
Scott King (Fern Park, Florida; 1 de marzo de 1969) es un exmodelo masculino estadounidense, y es reconocido como uno de los principales modelos masculinos en el mundo. Él apareció en la campaña de Calvin Klein Escape con Shana Zadrick. Ha trabajado con fotógrafos como Herb Ritts y Bruce Weber, y él ha aparecido en anuncios y en revistas como Valentino, Corneliani, Macy's, Gianni Versace, Levi's, International Male, AmfAR, Chanel, Revlon, Gillette, Men's Health, GQ, Neiman Marcus, Harper's Bazaar, y Esquire.
Muchas de sus fotografías han aparecido en el libro Male Super Models: The Men of Boss Models. Hoy en día, la vida de King es en Fern Park, Florida, al norte de Orlando, Florida, donde se ha estudiado a Lyman High School, y es un bombero y un médico de emergencia.